# Serie A (2002/2003)
Serie A 2002/2003 – 101. edycja najwyższej w hierarchii klasy mistrzostw Włoch w piłce nożnej, organizowanych przez Lega Nazionale, które odbyły się od 14 września 2002 do 24 maja 2003. Mistrzem został Juventus, zdobywając swój 27.tytuł.

## Organizacja
Liczba uczestników pozostała bez zmian (18 drużyn). Como, Modena, Reggina i Empoli awansowali z Serie B. Rozgrywki składały się z meczów, które odbyły się systemem kołowym u siebie i na wyjeździe, w sumie 34 rund: 3 punkty przyznano za zwycięstwo i po jednym punkcie w przypadku remisu, z możliwą dogrywką, rozstrzygać sytuacje ex aequo w końcowej klasyfikacji.. Zwycięzca rozgrywek ligowych otrzymywał tytuł mistrza Włoch. Cztery ostatnie drużyny spadało bezpośrednio do Serie B.

## Drużyny
| Uczestnicy poprzedniej edycji                                                                                 | Uczestnicy poprzedniej edycji | Uczestnicy poprzedniej edycji | Uczestnicy poprzedniej edycji |
| --- | ----------------------------- | ----------------------------- | ----------------------------- |
| JUV | Juventus                      | 1                             |                               |
| ROM | Roma                          | 2                             |                               |
| INT | Inter Mediolan                | 3                             |                               |
| MIL | Milan                         | 4                             |                               |
| CHV | Chievo Verona                 | 5                             |                               |
| LAZ | Lazio                         | 6                             |                               |
| BOL | Bologna                       | 7                             |                               |
| PER | Perugia                       | 8                             |                               |
| ATA | Atalanta                      | 9                             |                               |
| PAR | Parma                         | 10                            |                               |
| TOR | Torino                        | 11                            |                               |
| PIA | Piacenza                      | 12                            |                               |
| BRE | Brescia                       | 13                            |                               |
| UDI | Udinese                       | 14                            |                               |
| Spadek z poprzedniej edycji                                                                                   |                               |                               |                               |
| VER | Verona                        | 15                            |                               |
| LCE | Lecce                         | 16                            |                               |
| FIO | Fiorentina                    | 17                            |                               |
| VEN | Venezia                       | 18                            |                               |
| Awans z Serie B 2001/2002                                                                                     |                               |                               |                               |
| COM | Como                          | 1                             |                               |
| MOD | Modena                        | 2                             |                               |
| REG | Reggina                       | 3                             |                               |
| EMP | Empoli                        | 4                             |                               |
| Oznaczenia: - kolumna pierwsza – skróty nazw drużyn, - kolumna trzecia – miejsce zajęte w poprzednim sezonie. |                               |                               |                               |

## Tabela
| Lp. | Drużyna        | M  | Z  | R  | P  | B+ | B- | +/– | Pkt | Kwalifikacja lub spadek                       |
| --- | -------------- | -- | -- | -- | -- | -- | -- | --- | --- | --------------------------------------------- |
| 1   | Juventus (C)   | 34 | 21 | 9  | 4  | 64 | 29 | +35 | 72  | Liga Mistrzów UEFA • Faza grupowa             |
| 2   | Inter Mediolan | 34 | 19 | 8  | 7  | 64 | 38 | +26 | 65  | Liga Mistrzów UEFA • Faza grupowa             |
| 3   | Milan          | 34 | 18 | 7  | 9  | 55 | 30 | +25 | 61  | Liga Mistrzów UEFA • Faza grupowa             |
| 4   | Lazio          | 34 | 15 | 15 | 4  | 57 | 32 | +25 | 60  | Liga Mistrzów UEFA • III runda kwalifikacyjna |
| 5   | Parma          | 34 | 15 | 11 | 8  | 55 | 36 | +19 | 56  | Puchar UEFA • I runda                         |
| 6   | Udinese        | 34 | 16 | 8  | 10 | 38 | 35 | +3  | 56  | Puchar UEFA • I runda                         |
| 7   | Chievo Verona  | 34 | 16 | 7  | 11 | 51 | 39 | +12 | 55  |                                               |
| 8   | Roma           | 34 | 13 | 10 | 11 | 55 | 46 | +9  | 49  | Puchar UEFA • I runda                         |
| 9   | Brescia        | 34 | 9  | 15 | 10 | 36 | 38 | −2  | 42  | Puchar Intertoto UEFA • II runda              |
| 10  | Perugia        | 34 | 10 | 12 | 12 | 40 | 48 | −8  | 42  | Puchar Intertoto UEFA • III runda             |
| 11  | Bologna        | 34 | 10 | 11 | 13 | 39 | 47 | −8  | 41  |                                               |
| 12  | Modena         | 34 | 9  | 11 | 14 | 30 | 48 | −18 | 38  |                                               |
| 13  | Empoli         | 34 | 9  | 11 | 14 | 36 | 46 | −10 | 38  |                                               |
| 14  | Reggina        | 34 | 10 | 8  | 16 | 38 | 53 | −15 | 38  | Baraże o pozostanie                           |
| 15  | Atalanta (R)   | 34 | 8  | 14 | 12 | 35 | 47 | −12 | 38  | Spadek do Serie B po barażach                 |
| 16  | Piacenza (R)   | 34 | 8  | 6  | 20 | 44 | 62 | −18 | 30  | Spadek do Serie B                             |
| 17  | Como (R)       | 34 | 4  | 12 | 18 | 29 | 57 | −28 | 24  | Spadek do Serie B                             |
| 18  | Torino (R)     | 34 | 4  | 9  | 21 | 23 | 58 | −35 | 21  | Spadek do Serie B                             |

1. ↑  Milan zakwalifikował się do Ligi Mistrzów jako obrońca tytułu.
2. 1 2  Udinese został sklasyfikowany wyżej dzięki liczbie punktów zdobytych w meczach bezpośrednich: Udinese 1–1 Parma, Parma 3–2 Udinese.
3. ↑  Roma zakwalifikowała się do Pucharu UEFA jako finalista Pucharu Włoch, tak jak zdobywca - Milan - zakwalifikował się do Ligi Mistrzów.
4. ↑  Brescia została sklasyfikowana wyżej dzięki liczbie punktów zdobytych w meczach bezpośrednich: Brescia 3–1 Perugia, Perugia 0–0 Brescia.
5. ↑  Perugia zakwalifikowała się do Pucharu Intertoto po rezygnacji 
 Chievo; a potem zakwalifikowała się do Pucharu UEFA.
6. 1 2 3  Modena została sklasyfikowana wyżej dzięki liczbie punktów zdobytych w meczach bezpośrednich: Modena: 10 pkt, Empoli: 9 pkt, Atalanta: 7 pkt, Reggina: 5 pkt.
7. ↑  Atalanta spadła do Serie B po przegranych barażach.

## Wyniki
Drużyny grają ze sobą dwa razy u siebie i na wyjeździe.
| Gospodarz \ Gość | ATA | BOL | BRE | CHV | COM | EMP | INT | JUV | LAZ | MIL | MOD | PAR | PER | PIA | REG | ROM | TOR | UDI |
| ---------------- | --- | --- | --- | --- | --- | --- | --- | --- | --- | --- | --- | --- | --- | --- | --- | --- | --- | --- |
| Atalanta         |     | 2–2 | 2–0 | 1–0 | 2–1 | 2–2 | 1–1 | 1–1 | 0–1 | 1–4 | 1–3 | 0–0 | 0–2 | 2–0 | 1–1 | 2–1 | 2–2 | 0–0 |
| Bologna          | 2–3 |     | 3–0 | 1–1 | 1–0 | 2–0 | 1–2 | 2–2 | 0–2 | 0–2 | 3–0 | 2–1 | 2–1 | 1–0 | 0–2 | 2–1 | 2–2 | 1–0 |
| Brescia          | 3–0 | 0–0 |     | 0–0 | 1–1 | 0–2 | 0–1 | 2–0 | 0–0 | 1–0 | 2–2 | 1–1 | 3–1 | 1–2 | 2–1 | 2–3 | 1–0 | 1–1 |
| Chievo Verona    | 4–1 | 0–0 | 1–2 |     | 2–0 | 1–0 | 2–1 | 1–4 | 1–1 | 3–2 | 2–0 | 0–4 | 3–0 | 3–1 | 2–1 | 0–0 | 3–2 | 3–0 |
| Como             | 1–1 | 5–1 | 1–1 | 2–4 |     | 0–2 | 0–2 | 1–3 | 1–3 | 1–2 | 0–0 | 2–2 | 1–1 | 1–1 | 1–1 | 2–0 | 1–0 | 0–2 |
| Empoli           | 0–0 | 0–0 | 0–0 | 2–1 | 0–0 |     | 3–4 | 0–2 | 1–2 | 1–1 | 1–0 | 0–2 | 1–1 | 3–1 | 4–2 | 1–3 | 1–1 | 1–1 |
| Inter Mediolan   | 1–0 | 2–0 | 4–0 | 2–1 | 4–0 | 3–0 |     | 1–1 | 1–1 | 0–1 | 2–0 | 1–1 | 2–2 | 3–1 | 3–0 | 3–3 | 1–0 | 1–2 |
| Juventus         | 3–0 | 1–1 | 2–1 | 4–3 | 1–1 | 1–0 | 3–0 |     | 1–2 | 2–1 | 3–0 | 2–2 | 2–2 | 2–0 | 5–0 | 2–1 | 2–0 | 1–0 |
| Lazio            | 0–0 | 1–1 | 3–1 | 2–3 | 3–0 | 4–1 | 3–3 | 0–0 |     | 1–1 | 4–0 | 0–0 | 3–0 | 2–1 | 0–1 | 2–2 | 1–1 | 2–1 |
| Milan            | 3–3 | 3–1 | 0–0 | 0–0 | 2–0 | 0–1 | 1–0 | 2–1 | 2–2 |     | 2–1 | 2–1 | 3–0 | 2–1 | 2–0 | 1–0 | 6–0 | 1–0 |
| Modena           | 0–2 | 3–2 | 0–0 | 1–0 | 1–1 | 1–1 | 0–2 | 0–1 | 0–0 | 0–3 |     | 2–1 | 1–1 | 1–0 | 2–1 | 1–1 | 2–1 | 0–1 |
| Parma            | 2–1 | 1–2 | 4–3 | 0–1 | 2–0 | 2–0 | 1–2 | 1–2 | 2–1 | 1–0 | 1–1 |     | 2–2 | 3–2 | 2–0 | 3–0 | 1–0 | 3–2 |
| Perugia          | 1–0 | 1–1 | 0–0 | 1–0 | 3–0 | 1–3 | 4–1 | 0–1 | 2–2 | 1–0 | 2–0 | 1–2 |     | 0–0 | 2–0 | 1–0 | 2–1 | 0–2 |
| Piacenza         | 2–0 | 3–1 | 1–4 | 0–3 | 0–1 | 1–2 | 1–4 | 0–1 | 2–3 | 4–2 | 3–3 | 1–1 | 5–1 |     | 2–2 | 1–1 | 1–0 | 2–0 |
| Reggina          | 1–1 | 1–0 | 2–2 | 1–1 | 4–1 | 1–0 | 1–2 | 2–1 | 0–3 | 0–0 | 0–1 | 0–0 | 3–1 | 3–1 |     | 2–3 | 2–1 | 3–2 |
| Roma             | 1–2 | 3–1 | 0–0 | 0–1 | 2–1 | 3–1 | 2–2 | 2–2 | 1–1 | 2–1 | 1–2 | 2–1 | 2–2 | 3–0 | 3–0 |     | 3–1 | 4–1 |
| Torino           | 1–1 | 2–1 | 0–2 | 1–0 | 0–0 | 1–1 | 0–2 | 0–4 | 0–1 | 0–3 | 1–1 | 0–4 | 2–1 | 1–3 | 1–0 | 0–1 |     | 0–1 |
| Udinese          | 1–0 | 0–0 | 0–0 | 2–1 | 3–2 | 2–1 | 2–1 | 0–1 | 2–1 | 1–0 | 2–1 | 1–1 | 0–0 | 2–1 | 1–0 | 2–1 | 1–1 |     |

1. ↑  Mecz rozegrano na Stadio Giglio.
2. ↑  Mecz rozegrano na Stadio Leonardo Garilli.
3. ↑  Mecz rozegrano na Stadio Leonardo Garilli.
4. ↑  Mecz rozegrano na Stadio Leonardo Garilli.
5. ↑  Mecz rozegrano na Stadio Giglio.
6. ↑  Mecz rozegrano na Stadio Giglio.
7. ↑  Mecz rozegrano na Stadio Ennio Tardini.
8. ↑  Mecz rozegrano na Stadio Giglio.
9. ↑  Mecz rozegrano na Stadio Giglio.

## Baraże o pozostanie
| 29 maja 2003 20:30 | Reggina | 0:0 | Atalanta | Stadio Oreste Granillo, Reggio Calabria Widzów: 27 000 Sędzia: Massimo de Santis (Rzym) |
|                    |         |     |          |                                                                                         |

| 2 czerwca 2003 18:00 | Atalanta · Cesare Natali 18' | 1:21:1 | Reggina · Francesco Cozza 33' · Emiliano Bonazzoli 85' | Stadio Atleti Azzurri d’Italia, Bergamo Widzów: 25 000 Sędzia: Pierluigi Collina (Viareggio) |
|                      |                              |        |                                                        |                                                                                              |

Atalanta została zdegradowana do Serie B.

## Najlepsi strzelcy
| Bramki | Strzelcy             | Drużyna        |
| ------ | -------------------- | -------------- |
| 24 (2) | Christian Vieri      | Inter Mediolan |
| 18 (4) | Adrian Mutu          | Parma          |
| 17 (1) | Filippo Inzaghi      | Milan          |
| 16 (5) | Alessandro Del Piero | Juventus       |
| 15     | Adriano              | Parma          |
| 15 (4) | Claudio López        | Lazio          |
| 14 (1) | Dario Hübner         | Piacenza       |
| 14 (2) | Francesco Totti      | Roma           |
| 12 (5) | Roberto Baggio       | Brescia        |
| 12 (5) | Giuseppe Signori     | Bologna        |

## Skład mistrzów
| Zwycięzca Serie A 2002/03 |
| ------------------------- |
| Juventus 27 Tytuł         |

| formacja | Piłkarz (liczba meczów)   |
| --- | ------------------------- |
| Buffon Thuram Ferrara Montero Zambrotta Camoranesi Tacchinardi Davids Nedvěd Di Vaio Del Piero | Gianluigi Buffon (32)     |
| Buffon Thuram Ferrara Montero Zambrotta Camoranesi Tacchinardi Davids Nedvěd Di Vaio Del Piero | Lilian Thuram (27)        |
| Buffon Thuram Ferrara Montero Zambrotta Camoranesi Tacchinardi Davids Nedvěd Di Vaio Del Piero | Ciro Ferrara (25)         |
| Buffon Thuram Ferrara Montero Zambrotta Camoranesi Tacchinardi Davids Nedvěd Di Vaio Del Piero | Paolo Montero (21)        |
| Buffon Thuram Ferrara Montero Zambrotta Camoranesi Tacchinardi Davids Nedvěd Di Vaio Del Piero | Gianluca Zambrotta (26)   |
| Buffon Thuram Ferrara Montero Zambrotta Camoranesi Tacchinardi Davids Nedvěd Di Vaio Del Piero | Mauro Camoranesi (34)     |
| Buffon Thuram Ferrara Montero Zambrotta Camoranesi Tacchinardi Davids Nedvěd Di Vaio Del Piero | Alessio Tacchinardi (27)  |
| Buffon Thuram Ferrara Montero Zambrotta Camoranesi Tacchinardi Davids Nedvěd Di Vaio Del Piero | Edgar Davids (26)         |
| Buffon Thuram Ferrara Montero Zambrotta Camoranesi Tacchinardi Davids Nedvěd Di Vaio Del Piero | Pavel Nedvěd (29)         |
| Buffon Thuram Ferrara Montero Zambrotta Camoranesi Tacchinardi Davids Nedvěd Di Vaio Del Piero | Marco Di Vaio (26)        |
| Buffon Thuram Ferrara Montero Zambrotta Camoranesi Tacchinardi Davids Nedvěd Di Vaio Del Piero | Alessandro Del Piero (24) |
| Buffon Thuram Ferrara Montero Zambrotta Camoranesi Tacchinardi Davids Nedvěd Di Vaio Del Piero | Trener: Marcello Lippi    |
| Pozostałe piłkarze: Marcelo Zalayeta (22), Mark Iuliano (21), Antonio Conte (18), Alessandro Birindelli (17), Gianluca Pessotto (17), David Trezeguet (17), Igor Tudor (14), Cristian Zenoni (13), Marcelo Salas (11), Salvatore Fresi (9), Emiliano Moretti (8), Davide Baiocco (7), Antonio Chimenti (4), Rubén Olivera (3), Matteo Paro (1). |                           |